# Співучасники
Співучасники (англ. Choke) — американський трилер 2001 року.

## Сюжет
Генрі — скромний і законослухняний бізнесмен. Але коли його дочка виявляється замішаною в розбійному нападі та вбивстві, Генрі починають шантажувати. В обмін на збереження таємниці йому пропонують узяти участь в крупній фінансовій махінації. Бурхливе обговорення цієї пропозиції закінчується вбивством шантажиста. А позбутися трупа Генрі допомагає Вілл, який опинився поряд абсолютно випадково. Потім виявляється, що Вілл — серійний вбивця, який задумав отримати алібі за допомогою Генрі.

## У ролях
| Актор                    | Роль        |
| ------------------------ | ----------- |
| Челсі Рейнольдс          | Джина       |
| Бредлі Армстронг Донохью | парубок     |
| Тамара Чолакян           | Кейт        |
| Роберт Боф               | Піт Фармер  |
| Денніс Гоппер            | Генрі Кларк |
| Рой Тейт                 | Рон Слоун   |
| Паула Стівенс            | Ліз         |
| Роберт Райзер            | Джек        |
| Майкл Медсен             | Вілл        |